# Грецов, Семён Васильевич
Семён Васильевич Грецов (1908 — 1975) — советский военнослужащий, участник Великой Отечественной войны, санитарный инструктор, единственный награждённый шестью медалями «За отвагу», сержант медицинской службы.

## Биография
Родился в деревне Нижнедорожное Ястребовского района (ныне Горшеченский) Курской области, до войны проживал в селе Среднедорожное (ныне — Горшеченского района Курской области).
Русский. Колхозник. Беспартийный. Образование — 4 класса.
Призван Старооскольским РВК Курской области в июле 1941 года. Начал боевой путь рядовым 115-го артиллерийского полка. После контузии и отморожения ног бойца хотели комиссовать, однако по его собственному настоянию перевели на должность санинструктора, на которой и служил до конца Великой Отечественной войны.
В разгаре Мгинской наступательной операции под д. Вороново Мгинского района Ленинградской области за шесть дней кровопролитных сражений в июле 1943 года, рискуя жизнью, вынес с поля боя 26 бойцов и командиров с их личным оружием. За это приказом по 1214 стрелковому полку 364 стрелковой дивизии 8 армии № 18/н от 05.08.1943 был удостоен первой медали «За отвагу».
В марте 1944 повторил свой подвиг. Приказом № 16/н от 14.03.1944 по 1214-му стрелковому полку был награждён медалью «За отвагу» — за то, что в бою при Рожанке в Островском районе Ленинградской области 9 марта 1944 года перевязал и вынес с поля боя на полковой медпункт 18 раненых вместе с их личным оружием.
Приказом № 22/н от 30.04.1944 по 1214 стрелковому полку 364 стрелковой дивизии 67 армии 3 Прибалтийского фронта санинструктор 9-й стрелковой роты рядовой Грецов был награждён медалью «За отвагу» — за то, что в боях за Огнянниково-Ваноха Псковского района Ленинградской области с 31 марта по 8 апреля 1944 года вынес 19 раненых бойцов с личным оружием, а 17 марта вынес 6 раненых бойцов с поля боя.
В 1944 — кандидат в члены ВКП(б).
Приказом № 28/н от 06.07.1944 санитар 4-й стрелковой роты сержант медицинской службы Грецов награждён медалью «За отвагу» — за то, что в боях с 24 по 26 июня 1944 года на территории Псковского района вынес с поля боя и перевязал под огнём противника 23 раненых солдата и офицера, принимая при этом участие в отражении атак противника из личного стрелкового оружия. 26 июня 1944 года был ранен.
19 сентября 1944 года был ранен.
Приказом № 47/н от 01.10.1944 санинструктор 1-й стрелковой роты младший сержант Грецов награждён медалью «За отвагу» — за то, что в наступательных боях полка 14 сентября по прорыву укрепленной полосы противника в районе населённых пунктов Соды и Коцы Латвийской ССР под огнём противника оказал помощь 12 раненым бойцам.
Приказом № 11/н от 29.04.1945 по 1214 сп 364 сд 3 Ударной армии 1 Белорусского фронта санинструктор санитарного взвода 1-го стрелкового батальона младший сержант м/с Грецов награждён медалью «За отвагу» за то, что он в боях 23 апреля 1945 года за н/п Лихтенберг под сильным пулеметным огнём противника вынес с поля боя 18 раненых солдат и офицеров с их личным оружием.
По официальным данным, только с оружием вынес порядка 130 человек. И ещё многих вынес без оружия и оказал помощь непосредственно в боевой обстановке.
Приказом по 153 азсп № 86 от 23.10.1945 сержант Грецов награждён медалью «За взятие Берлина».
После войны трудился в строительной бригаде Механизированного завода штукатуром-каменщиком. Участвовал в застройке многих домов по улице Ленина. Здесь и жил до конца своих дней в доме напротив проходной родного завода.
Все шесть медалей Семёна Васильевича Грецова хранятся в Старооскольском краеведческом музее. В 1978 году, через три года после смерти храброго солдата, их принёс в музей местный краевед полковник И. Гладков. Также эти медали экспонируют на тематических выставках.

## Звания и награды
- рядовой
- младший сержант медицинской службы
- сержант медицинской службы.

### Награды
- шесть медалей «За отвагу»[11], которые хранятся в Старооскольском краеведческом музее.
- медаль «За взятие Берлина».
- медаль «За победу над Германией».
- медаль «За доблестный труд».

## Память
20 июня 2015 года в Старом Осколе состоялся велосипедный пробег памяти С. В. Грецова.
В 2017 году в честь Семёна Грецова назвали улицу в ИЖС «Строитель» в районе старооскольского села Незнамово.
В 2021 году инициативная группа старооскольцев собрала подписи горожан за увековечение памяти Семёна Грецова - предлагалось установить бюст героя на Аллее Славы.
В 2024 году в Ястребовской школе Мантуровского района Курской области установили мемориальную доску и парту Героя.
18 февраля 2025 года мемориальную доску Семёну Грецову установили на фасаде дома № 3 на ул. Октябрьской в Старом Осколе.
20 мая 2025 года в Старом Осколе, как и в Москве, Санкт-Петербурге и Курске, прошло специальное гашение конверта памятным штемпелем. Конверт напечатали тиражом 500 тыс. экземпляров. Грецов изображён на фоне сцены его военного подвига – эвакуации раненых под огнём. Иллюстративный материал для основы конверта предоставил старооскольский краеведческий музей, а потом его перерисовали художники-дизайнеры Александр Московец и Виктор Хабловский. А на штемпеле авторства Сергея Ульяновского и Александра Поварихина – орден Отечественной войны I степени.